# Gregg Araki
Gregg Araki (Los Angeles, 17 dicembre 1959) è un regista, sceneggiatore, montatore e produttore cinematografico statunitense.

## Biografia
Nato e cresciuto a Los Angeles, in California, in una famiglia di nikkei (entrambi i genitori, infatti, sono nippo-americani di terza generazione), Araki si appassiona fin da piccolo di cinema e musica, entra nella University of Southern California, dove decide di laurearsi in produzione. Trova lavoro come redattore scrivendo recensioni di LP e album musicali per la rivista L.A. Weekly, che è tutt'oggi attiva; inizia a scrivere soggetti e sceneggiature approdando ad un tipo di produzione indipendente a basso costo, dopo Three Bewildered People in the Night del 1987 e The Long Weekend (O'Despair) e del 1989 infatti, arriva alla prima piccola produzione cinematografica di collaborazione, riscuotendo il primo grande successo di pubblico e valicando definitivamente la linea di autore indipendente, a nuova promessa di cinema di settore, con The Living End (L'estremità viva) del 1992; realizzando in 16 millimetri un innovativo, posato e geniale road movie, con protagonisti due giovani adolescenti gay, uno sieropositivo e in fuga da se stesso, l'altro, ai margini, nichilista e totalmente privo di moralità. Le scene del film vengono rese a colori o in bianco e nero, e condite da sesso comunque abbastanza pudicamente, e da un taglio pulito e professionale, oltre che da una ricerca della violenza senza motivazioni.
La sua fama nella Los Angeles gay/lesbica comincia a crescere con la produzione seguente, Totally F***ed Up (Completamente Fuori di Testa), film che incentra un taglio documentaristico sulle vicende di sei personaggi omosessuali nella loro vita quotidiana; con i successi dei primi film aumentano i budget di produzione della Blurco, la quale permette ad Araki di realizzare quello che è considerato tutt'oggi uno dei film più rappresentativi per una generazione, Doom Generation, del 1995. Il film mostra a caratteri cubitali l'incubo visionario di 3 adolescenti attraverso un altro road movie, intriso di sangue morte e terrore; scioccante è poi l'accostamento fra la furia omicida dei ragazzi e i torbidi intrecci sessuali, accompagnati dalla costante vena di nichilismo dei personaggi, spesso presente nella filmografia di Araki.
Ancora più visionario anche se meno macabro e brutale è il successivo Ecstasy Generation (Nowhere) del 1997, accompagnato da una splendida colonna sonora, è un film innovativo, che riesce a mostrare la realtà vista dai loro occhi, nel migliore dei modi, non mancando di guarnire le vicende dei protagonisti, di sesso controverso, furia violenta e allucinazioni extra sensoriali. Nel 1999 è la volta di Splendor (Splendidi amori) ennesimo film con protagonisti giovani adolescenti e avvicendamenti sessuali, intrecciati fra due ragazzi e una ragazza, la quale inizialmente non sa decidere chi fra i due frequentare e in seguito da inizio ad una più amichevole e pacifica unione a tre, con un sapiente gioco di colpi di scena, Araki riesce stavolta a realizzare un film totalmente privo di violenza brutale, nichilismo e odio, dimostrando di essere poliedrico e attento ad una ricerca del bello.
Si consolida poi a livello mondiale con Mysterious Skin del 2004 difficile resoconto di una storia di vita vissuta e in un certo senso stroncata dalla piaga della pedofilia, subita dai due giovani protagonisti durante l'infanzia, i quali risultano essere caratterialmente all'apice, come in The Living End, è il film più serio realistico e "posato" dell'autore nippo-americano, anche sicuramente in termini di budget e qualità di produzione, scelta di materiali e finezza di pellicola. Nel 2007 dirige Smiley Face, che si rivela essere un film completamente diverso dai precedenti, privo di ogni qualsivoglia segno di violenza, furia omicida o torbidi accostamenti sessuali; incentrandosi totalmente su un prodotto di commedia, mantenendo sempre uno stile univoco e originale. Nel 2010 dirige Kaboom, vincendo la Queer Palm al Festival di Cannes 2010.

## Vita privata
Benché definitosi pubblicamente «un asio-americano gay» sin dai propri esordi, agli inizi del 1997 avvia una relazione sentimentale con l'attrice canadese Kathleen Robertson, perlopiù nota per l'interpretazione di Clare Arnold nel celebre teen drama Beverly Hills 90210, conclusasi nel 1999.
La Robertson ha inoltre, nell'arco della loro relazione, recitato in due suoi film, Ecstasy Generation (1997) e Splendidi amori (1999), quest'ultimo in qualità di co-protagonista e da taluni visto in parte quale una sorta di risposta alle perplessità scaturite dalla loro relazione. 
Nel 2014, durante un'intervista, il regista ha successivamente asserito in merito al proprio orientamento sessuale che «veramente non m'identifico come alcunché, [...] probabilmente m'identifico come gay a questo punto, ma sono stato con delle donne».

## Filmografia

### Regista, sceneggiatore e produttore
- Three Bewildered People in the Night (1987)
- The Long Weekend (O'Despair) (1989)
- The Living End (1992)
- Totally F***ed Up (1993)
- Doom Generation (The Doom Generation) (1995)
- Ecstasy Generation (Nowhere) (1997)
- Splendidi amori (Splendor) (1999)
- Mysterious Skin (2004)
- Smiley Face (2007)
- Kaboom (2010)
- White Bird (White Bird in a Blizzard) (2014)
- Now Apocalypse - serie TV (2019)
- I Want Your Sex (upcoming, announced in 2024)

### Regista
- This Is How the World Ends (episodio pilota per la TV, 2000)
- Tredici (1° st. ep. 7 e 8 - 2° st. ep. 1 e 2)
- Dahmer - Mostro: la storia di Jeffrey Dahmer (1° st. ep. 8)